# Caiga Quien Caiga
Caiga Quien Caiga (CQC) was een Nederlands nieuwsprogramma dat van augustus 2009 tot april 2010 wekelijks werd uitgezonden door Veronica. Het nieuws van de week wordt besproken door Beau van Erven Dorens, Pieter Jouke en Daan Nieber. Ze worden bijgestaan door de reporters Tom Roes, Nina Pierson, Roel Maalderink en Jelte Sondij die langs rode lopers staan, bij persconferenties en op grote evenementen. De reporters gaan op zoek naar het verhaal achter de items van die week. Sterren, politici en andere mensen uit de actualiteit worden geconfronteerd met hun daden of uitspraken.

## Oorsprong
Caiga Quien Caiga ('koste wat kost') is een begrip in Zuid-Amerika en Zuid-Europa. Het programma is door productiebedrijf Eyeworks uitgebracht in Argentinië, Chili, Brazilië, Italië, Portugal en Spanje. In juli 2009 werd bekend dat het programma ook in Nederland uitgezonden gaat worden. Het oorspronkelijke programma CQC is acht keer genomineerd geweest voor een Emmy Award.

## Kijkcijfers
Vooral in het begin kampte het programma met tegenvallende kijkcijfers. Volgens Van Erven Dorens had dit te maken met de ontwikkeling van het concept. In verband met de tegenvallende kijkcijfers werd het programma begin september al verschoven naar een later tijdstip.

## Het einde van CQC
CQC had op 5 april 2010 haar laatste uitzending uitgezonden op Veronica.